# さおり凛ね
さおり凛ね（さおりりんね、6月10日生）は、日本の歌手。血液型AB型。2007年に「Saori@destiny」（サオリアットディスティニー）名義でデビューし、2012年に活動休止。2014年にSaoriiiiiと改名し、歌手活動を再開した。ジャンルはエレクトロニカ。

## 略歴
- 2007年、秋葉原の路上にてライヴ活動を開始。
- 2007年12月5日、シングル『My Boy』（デートピア インディペンデント）でインディーズデビュー。
MMORPG「シークレットオンライン」（メーカー：キューエンタテインメント）のオープニングBGMとして採用された。
キャッチコピーは「TECHNO POP x CANDY GIRL HOUSE = Saori@destiny」
- 2008年3月26日、Terukadoプロデュースの下、河口恭吾の楽曲「桜」をテクノカバーしたシングル『sakura』でメジャーデビュー。
- 2008年7月16日、m-flo、MEG、RAM RIDERなどが参加したコンピレーション・アルバム『BEAUTIFUL TECHNO』にSaori@destinyの『サヨナラリヴァイバル』が収録される。
- 2008年11月16日、渋谷club axxcisにて「DENPA」のメインアクトに抜擢。この模様はSPACE SHOWER TV配信のネット放送にて生配信された。
- 2008年11月19日、1st Album『JAPANESE CHAOS』をリリース。
ヒゲドライバーがサウンドプロデュースとして、DENPAがRemixとして参加。
アルバムは、TOWER RECORDS発刊のフリーマガジン「bounce」での「OPUS OF THE YEAR 2008」にて31位にチャートインする。
キャッチコピーは「テクノポップの異端児Saori@destiny」
- 2009年2月11日、配信限定シングル『WOW WAR TECHNO』『ステンレス・スターライト』をリリース。
iTunes ダンスチャート 3位、5位（C/W）同時チャートインした。
キャッチコピーは「ガーリーエレクトロ最終兵器、Saori@destiny」
- 2009年3月18日、1st Mini Album『WOW WAR TECHNO』をリリース。
月刊プロボーラーがサウンド・プロデュースした楽曲も収録される。
- 2009年10月18日
「ジャパン・アニメコラボ・マーケット2009(JAM2009)」にファッションブランド「galaxxxy」と「魔法の天使クリィミーマミ」とのコラボレーションファッションショーにモデル出演。これが縁でその後galaxxxyとの共同企画saori@galaxxxyが発表される。
キャッチコピーは「ネオ・サブカルチャー・ガールSaori@destiny」となり現在に至る。
- 2010年1月20日、2月17日
TOWER RECORDS、HMVにて2ヶ月連続、各ショップ限定シングルをリリース。シングルに分類されているがどちらも4曲入っている。2010年4月14日の2ndアルバムリリース告知とgalaxxxyのクーポン券が封入されていた。
- 2010年4月14日、2nd Album『WORLD WILD 2010』をリリース。
オリコンデイリーランキングで35位にランクインした。
- 2010年11月14日、日本最大級のライブショーケースフェスティバル『Panasonic Beauty presents MINAMI WHEEL 2010』 に出演。
- 2010年12月、「bounceが選ぶ2010年の50枚」に『WORLD WILD 2010』が掲載される。
- 2011年6月15日、2nd Mini Album 『Domestic domain』をリリース。
- 2011年12月7日、Aira Mitsuki とのコラボアルバム「×〜PARK OF THE SAFARI』をリリース。
- 2012年4月1日、活動休止。
- 2014年9月15日、Saoriiiiiとして「ぐるぐる回る2014」でのCANDLESとの共演により活動を再開。
- 2014年11月5日、「3cmディスタンス」を配信でリリース。佐々木喫茶プロデュース。
- 2016年3月23日、ミニアルバム「NOSTALGY」をリリース。
- 2017年3月、「フリーパス・ライセンス」をリリース。SAWAのプロデュース作詞作曲、佐々木喫茶がレコーディング・ミックスエンジニアを務める。
- 2023年1月、さおり凛ねに改名[1]。同年6月13日、1stアルバム「輪廻」が「Rooftop Studio」にて販売開始[1]。

## ディスコグラフィー

### シングル
| 枚                 | 発売日             | タイトル                           | 規格品番               | オリコン 最高位                                  | 備考                               |
| Saori@destiny 名義 | Saori@destiny 名義 | Saori@destiny 名義                 | Saori@destiny 名義     | Saori@destiny 名義                               | Saori@destiny 名義                 |
| ------------------ | ------------------ | ---------------------------------- | ---------------------- | ------------------------------------------------ | ---------------------------------- |
| 1st                | 2007年12月5日      | My Boy                             | DTJR-07111             | 138位                                            |                                    |
| 2nd                | 2008年3月5日       | sakura                             | VUCD-35001             | 108位                                            |                                    |
| 配信               | 2009年2月11日      | WOW WAR TECHNO                     | デジタル・ダウンロード |                                                  | 同名のミニアルバムから先行リリース |
| 3rd                | 2010年1月20日      | エスニック・プラネット・サバイバル | DTJR-10012             | 122位                                            | タワーレコード限定販売             |
| 4th                | 2010年2月17日      | Lonely Lonely Lonely               | DTJR-10021             | 圏外                                             | HMV限定販売                        |
| Saoriiiii 名義     |                    |                                    |                        |                                                  |                                    |
| 配信               | 2014年11月5日      | 3cmディスタンス                    | デジタル・ダウンロード |                                                  |                                    |
| 配信               | 2014年12月16日     | 浮世ディスコ                       | デジタル・ダウンロード | 公式ウェブサイトにてフリーダウンロードでリリース |                                    |
| 配信               | 2015年1月28日      | money                              | デジタル・ダウンロード |                                                  |                                    |
| 配信               | 2017年4月5日       | フリーパス・ライセンス             | デジタル・ダウンロード |                                                  |                                    |
| 配信               | 2017年8月12日      | LOVE AFFAIR                        | デジタル・ダウンロード | 公式SoundCloudにてフリーダウンロードでリリース   |                                    |
| 配信               | 2020年4月11日      | Mr. Midnight                       | デジタル・ダウンロード |                                                  |                                    |
| 配信               | 2020年4月17日      | Hot Chocolate                      | デジタル・ダウンロード |                                                  |                                    |
| 配信               | 2021年3月10日      | もう1回RAVE                        | デジタル・ダウンロード |                                                  |                                    |
| 配信               | 2021年10月23日     | 証明                               | デジタル・ダウンロード |                                                  |                                    |
| さおり凛ね 名義    |                    |                                    |                        |                                                  |                                    |
| 配信               | 2023年2月12日      | 希望                               | デジタル・ダウンロード |                                                  |                                    |
| 配信               | 2023年4月1日       | バッドエンド                       | デジタル・ダウンロード |                                                  |                                    |

#### 会場限定販売CD-R盤
| 発売日         | タイトル               | 備考                                                        |
| Saoriiiii 名義 | Saoriiiii 名義         | Saoriiiii 名義                                              |
| -------------- | ---------------------- | ----------------------------------------------------------- |
| 2014年9月15日  | runaway?               |                                                             |
| 2015年1月28日  | money                  |                                                             |
| 2017年3月25日  | フリーパス・ライセンス |                                                             |
| 2019年10月27日 | After Midnight         | 「Saoriiiii × FQTQ」名義                                    |
| 2021年3月13日  | もう1回RAVE            | KOTO『BACK TO THE UNIVERSE TOUR』代官山LOOP公演にて限定販売 |

#### コラボレーション・シングル
| 発売日         | タイトル                     | アーティスト                 | 規格品番 | オリコン 最高位 | 備考                          |
| -------------- | ---------------------------- | ---------------------------- | -------- | --------------- | ----------------------------- |
| 2017年11月13日 | Hi And Lie                   | 東京に静寂を feat. Saoriiiii |          | 圏外            | 配信限定でリリース            |
| 2018年2月21日  | とおりゃんせ                 | 東京に静寂を feat. Saoriiiii |          | 圏外            | 配信限定でリリース            |
| 2018年6月15日  | 信号機の光と心おどる24時の夜 | 東京に静寂を feat. Saoriiiii |          | 圏外            | 配信限定でリリース            |
| 2019年10月27日 | After Midnight               | Saoriiiii×FQTQ               |          | 圏外            | 配信限定でリリース            |
| 2020年3月1日   | moonlight                    | SAORI SEIJAKU IN TOKYO       |          | 圏外            | 配信限定でリリース            |
| 2020年4月16日  | nadeshiko give me            | SAORI SEIJAKU IN TOKYO       |          | 圏外            | 配信限定でリリース            |
| 2020年10月25日 | 男と女のラブゲーム           | さおりママとデッカ社長       |          | 圏外            | イベント『M3-2020秋』限定販売 |

### アルバム

#### オリジナル・アルバム
| 枚                 | 発売日             | タイトル           | 規格品番           | オリコン 最高位    |                    |
| Saori@destiny 名義 | Saori@destiny 名義 | Saori@destiny 名義 | Saori@destiny 名義 | Saori@destiny 名義 | Saori@destiny 名義 |
| ------------------ | ------------------ | ------------------ | ------------------ | ------------------ | ------------------ |
| 1st                | 2008年11月19日     | JAPANESE CHAOS     | VUCD-60003         | 225位              |                    |
| 2nd                | 2010年4月14日      | WORLD WILD 2010    | VUCD-60006         | 129位              |                    |
| さおり凛ね 名義    |                    |                    |                    |                    |                    |
| 3rd                | 2023年6月13日      | 輪廻               |                    |                    |                    |

#### ミニ・アルバム
| 枚                 | 発売日             | タイトル               | 規格品番           | オリコン 最高位    |                    |
| Saori@destiny 名義 | Saori@destiny 名義 | Saori@destiny 名義     | Saori@destiny 名義 | Saori@destiny 名義 | Saori@destiny 名義 |
| ------------------ | ------------------ | ---------------------- | ------------------ | ------------------ | ------------------ |
| 1st                | 2009年3月18日      | WOW WAR TECHNO         | VUCD-60004         | 230位              |                    |
| 2nd                | 2011年6月15日      | Domestic domain        | POCS-1202          | 176位              |                    |
| Saoriiiii 名義     |                    |                        |                    |                    |                    |
| 3rd                | 2015年12月20日     | Thanks                 |                    | 圏外               |                    |
| 4th                | 2016年3月23日      | NOSTALGY               | SAOR-1001          | 圏外               |                    |
| 5th                | 2018年9月19日      | トーキョー・クーニャン |                    | 圏外               |                    |

#### コラボレーション・アルバム
| 枚  | 発売日        | タイトル             | アーティスト                 | 規格品番  | オリコン 最高位 |
| --- | ------------- | -------------------- | ---------------------------- | --------- | --------------- |
| 1st | 2011年12月7日 | × PARK OF THE SAFARI | Aira Mitsuki × Saori@destiny | POCS-1203 | 210位           |

#### リミックス・アルバム
| 枚  | 発売日       | タイトル | 規格品番 | オリコン 最高位 |
| --- | ------------ | -------- | -------- | --------------- |
| 1st | 2020年5月1日 | REMIX    |          | 圏外            |

### イベント
- 『JAPANESE CHAOS』Release Party CHAOS NIGHT(2008年11月30日)morph tokyo
  - ゲスト出演：ヒゲドライバー、ニポポ、小明、こまつ

## メディア出演
- 電脳サブカルマガジン OG Vol.31 特別付録
- 『豪さんのポッド』ゲスト出演 
  - 146回（前編）
  - 147回（後編）
- Luvits!
  - Luvits! Interview 004 – Saori@destiny（サオリアットデスティニー）
- カテルネット
  - 『クリスマス･ソング特集2010』